# Goṙ Manowkyan
Goṙ Manowkyan (in armeno Գոռ Մանուկյան?; traslitterazione anglosassone: Gor Manukyan; Erevan, 27 settembre 1993) è un calciatore armeno, portiere dell'Alaškert.

## Palmarès

### Club

#### Competizioni nazionali
- Coppa d'Armenia: 3

P'yownik: 2012-2013, 2013-2014, 2014-2015
- Campionato armeno: 2

P'yownik: 2014-2015
Alaškert: 2020-2021
- Supercoppa d'Armenia: 1

P'yownik: 2015